# Relațiile dintre Republica Moldova și Rusia

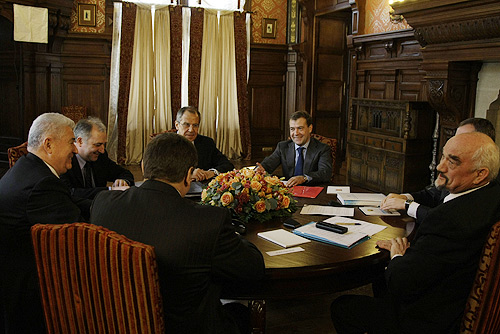
Vladimir Voronin, Dmitri Medvedev și Igor Smirnov în martie 2009, în timpul unor negocieri trilaterale pe seama diferendului transnistrean

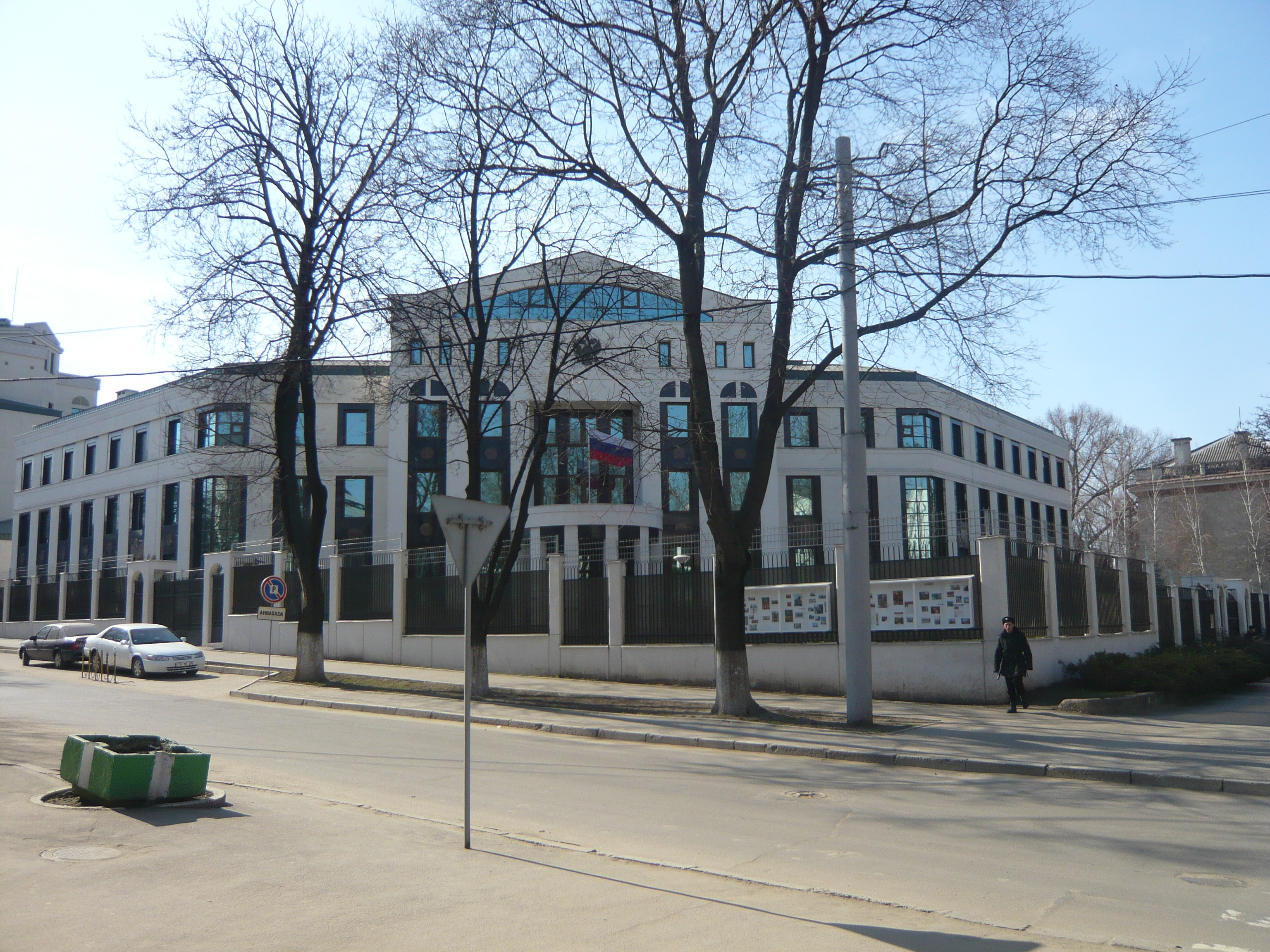
Ambasada Rusiei în Republica Moldova

Relațiile moldo-ruse reprezintă relațiile externe bilaterale dintre Republica Moldova și Federația Rusă, două state est-europene, post-comuniste, ex-sovietice. În sens mai larg, relațiile moldo-ruse cuprind și totalitatea relațiilor istorice dintre popoarele Moldovei și Rusiei. Relațiile bilaterale oficiale din cele două țări au început în 1991, odată cu destrămarea Uniunii Sovietice, când Republica Moldova și-a declarat independența față de Uniunea Sovietică, iar Rusia a rămas de jure în postura de moștenitoare a Uniunii Sovietice.
Relațiile dintre Republica Moldova și Rusia au început într-o manieră tensionată de faptul că Transnistria, o regiune separatistă din Moldova independentă, a fost și este susținută de către Rusia în tendințele sale secesioniste. Analiștii susțin că Transnistria este o creație rusă cu scopul de a evita unirea Republicii Moldova cu România în anii 1990.
De asemenea, s-a remarcat faptul că Rusia dorește menținerea Moldovei în sfera sa de influență, indiferent de preferințele Chișinăului.
În martie 2006, în timpul guvernării comuniste în Moldova, Rusia a instituit un embargou asupra vinurilor din Republica Moldova. Deși acesta oficial nu a fost niciodată ridicat, treptat, unele companii redobândeau dreptul de a exporta produse viti-vinicole în Rusia.
În septembrie 2013, Rusia a reintrodus embargoul total asupra vinurilor din Republica Moldova, care continuă până în prezent. De asemenea, începând cu toamna anului 2013, mii de muncitori moldoveni au fost deportați de către Serviciul Federal de Migrație din Rusia, doar în primele câteva săptămâni din septembrie fiind deportați circa 3.500 de cetățeni ai Republicii Moldova.
Începând cu 21 iulie 2014, Rusia a interzis toate livrările de fructe din Republica Moldova. Potrivit agenției Rosselhoznadzor, decizia se bazează pe numeroase cazuri de încălcări în livrarea produselor. La doar câteva zile, Rusia a mai interzis importurile de conserve de fructe și legume, dar și cele carne procesată din Republica Moldova. Oficialii de la Chișinău au calificat acțiunile Moscovei drept o decizie politică, și este considerat de un răspuns-răzbunare politică față de semnarea Acordului de Asociere dintre Republica Moldova și Uniunea Europeană.
Ca urmare a acestei serii de embargouri, în Republica Moldova se ia în calcul solicitarea către OMC a unei sancțiuni împotriva Rusiei.
În data de 31 iulie, Prim-ministrul Rusiei, Dmitri Medvedev, a semnat o dispoziție prin care Rusia a introdus taxe vamale la importul a 20 de categorii de mărfuri din Moldova, făcând doar două excepții. Dispoziția a intrat în vigoare de la 1 septembrie.
Din 27 octombrie 2014, Rusia a extins interdicțiile și a impus un embargo total pe importul de carne din Republica Moldova.
Începând din toamna anului 2014, până în prezent, mai mulți militari ruși au fost reținuți pe Aeroportul Internațional Chișinău și trimiși înapoi la Moscova. De asemenea, în aceași perioadă, mai mulți jurnaliști ruși, printre care echipe de filmare de la canalele „Rossia” și „TV Țentr”, au fost întorși din drum la Aeroportul Internațional Chișinău, iar directorul trustului media Russia Today, Dmitri Kiseliov, și jurnalistul Andrei Kondrașov au fost declarați indezirabili în Republica Moldova.
La mijlocul lunii ianuarie 2015, Serviciul fitosanitar al Rusiei, Rosselhoznadzor, a distrus cu un buldozer un lot de peste 20 de tone de mere presupuse a fi moldovenești, care ar fi ajuns ilegal în Rusia având marcaje că ar fi din Chile. Imaginile au fost făcute publice de serviciul de presă al Rosselhoznadzor.
În aprilie 2015 Rusia a fost obligată de CEDO să achite peste 40.000 de euro familiei lui Vadim Pisari în cazul omorârii acestuia.
Pe 28 august 2015 a expirat termenul în care Rusia trebuia să achite profesorilor, părinților și elevilor din școlile cu predare în limba română din regiunea transnistreană despăgubiri în valoare de 1,2 milioane de euro, și aceasta nu a pus în aplicare decizia CEDO, după ce la mijlocul lunii iulie, Moscova a anunțat că își rezervă în mod oficial dreptul de a nu pune în aplicare deciziile CEDO, dacă acestea vin în contradicție cu Legea supremă a Federației Ruse.
Pe 1 septembrie 2015, șeful interimar al Inspectoratului General de Poliție, Gheorghe Cavcaliuc, a fost reținut pe aeroportul Domodedovo din Moscova de către Poliția de Frontieră din Rusia, în timp ce se deplasa la reuniunea șefilor ministerelor de Interne din CSI la Minsk, împreună cu ministrul de Interne, Oleg Balan. Din cauza reținerii, delegația moldovenească a pierdut avionul spre Minsk. Motivul reținerii nu a fost explicat clar: inițial i s-a spus că ar avea probleme cu pașaportul, iar apoi au declarat că Cavcaliuc ar semăna cu un infractor dat în căutare. După trei ore, Cavcaliuc a fost eliberat iar ulterior și-a putut continua drumul spre capitala Belarusului, Minsk.
Pe 2 septembrie 2015, autoritățile separatiste de la Tiraspol au organizat o paradă militară dedicată împlinirii a 25 de ani de la autoproclamarea independenței Transnistriei. La paradă, calificată drept una fără precedent, au participat peste 2.000 de militari și peste 120 de unități de tehnică de luptă.
A doua zi, dimineața, reprezentanții Ambasadei Rusiei în Republica Moldova au fost convocați la Ministerul de Externe al Republicii Moldova să ofere explicații în legătură cu participarea unui atașat militar rus la paradă, întrucât încă de pe 14 august Ministerul a atras atenția tuturor misiunilor diplomatice acreditate în Moldova să se abțină să participe la evenimentele prilejuite de împlinirea a 25 de ani de autoproclamare a Transnistriei. Biroul pentru Reintegrare de la Chișinău a calificat acțiunea diplomaților ruși ca fiind „orientată spre subminarea principiilor recunoscute de comunitatea internațională de suveranitate, independență și integritate teritorială a Republicii Moldova”.
Pe 7 septembrie 2015, pe Aeroportul din Chișinău au fost reținuți trei jurnaliști ruși - Aleksei Kazannik și Natalia Kalîșeva de la LifeNews, și Aleksei Ameliușkin, producătorul agenției Ruptly al Russia Today. Inițial, jurnaliștii au declarat că au sosit în Republica Moldova în scop de vizită privată, însă mai târziu aceștia au afirmat că intenționează să realizeze materiale video despre protestul organizat în Piața Marii Adunări Naționale din Chișinău. Fiind reținuți de Poliția de Frontieră, jurnaliștii au realizat un reportaj direct din aeroport, în care se plâng că timp de nouă ore s-au aflat în incinta aeroportului pentru clarificarea situației lor. Poliția de Frontieră a venit ulterior cu explicații referiatoare la reținere, declarând că „cetățenii străini, nu dețineau documente care justifică scopul intrării, respectiv legitimație de acreditare pe teritoriul Republicii Moldova și nu
au putut justifica scopul sosirii, fapt pentru care Poliția de Frontieră nu li-a autorizat intrarea pe teritoriul țării”. Pe 8 septembrie, Ministerul de Externe al Federației Ruse a reacționat față de reținerea jurnaliștilor ruși, declarând că „asemenea acțiuni nu corespund asigurărilor date de oficialitățile de la Chișinău precum că ele își doresc o relație constructivă cu Rusia și contravin dreptului unanim recunoscut privind accesul liber la informație”.
Pe 3 și 4 octombrie, două echipe de jurnaliști ruși de la postul NTV, care au venit în Moldova să facă un reportaj despre protestele de la Chișinău au fost reținute de polițiștii de frontieră la Aeroportul Internațional Chișinău, prima pentru ca nu ar fi avut acreditare iar a doua pentru că ar fi încălcat legislația Republicii Moldova. Pe 7 octombrie alți doi jurnaliști ruși de la postul de televiziune Rossia 24 au fost întorși din drum de pe Aeroportul din Chișinău. Aceștia urmau să transmită de la meciul de fotbal Moldova – Rusia din Preliminariile Campionatului European de Fotbal 2016. A doua zi, însărcinatul cu afaceri al Republicii Moldova în Rusia, Eduard Melnic, a fost convocat joi la sediul Ministerului de Externe al Rusiei.